# Paul Duboc
Paul Duboc (Rouen, 2 april 1884 - Parijs, 19 augustus 1941) was een Frans wielrenner. Zijn bijnaam luidde 'de appel'. Duboc was professioneel wielrenner van 1907 tot 1927. Hij werd bekend door een mysterieus voorval. Toen hij in de Tour de France van 1911 de grote vorm te pakken had, die hem toeliet vier ritten te winnen en op de Tourmalet schitterend te presteren. In de etappe Luchon-Bayonne bevond hij zich aan de leiding. Tijdens de controle van die etappe te Argelès werd hem een drinkbus aangeboden. Nadat hij die drinkbus had leeggedronken werd hij plots onwel. Hij was het slachtoffer van een vergiftiging en zou nooit meer op zulk een niveau kunnen presteren. Twee jaar eerder had Duboc de Ronde van België gewonnen.

## Resultaten in voornaamste wedstrijden
| Jaar | Ronde van Italië | Ronde van Frankrijk | Ronde van Spanje |
| ---- | ---------------- | ------------------- | ---------------- |
| 1908 |                  | 11e                 |                  |
| 1909 |                  | 4e (1)              |                  |
| 1910 |                  |                     |                  |
| 1911 |                  | ↑ (4)               |                  |
| 1912 |                  | opgave              |                  |
| 1913 |                  | opgave              |                  |
| 1914 |                  | 31e                 |                  |
| 1918 |                  |                     |                  |
| 1919 |                  | 8e                  |                  |
| 1923 |                  | 18e                 |                  |
| 1926 |                  | 27e                 |                  |
| 1927 |                  | opgave              |                  |

| Jaar | Milaan-San Remo | Parijs-Roubaix | Ronde van Lombardije | Parijs-Tours | Parijs-Brussel |
| ---- | --------------- | -------------- | -------------------- | ------------ | -------------- |
| 1908 |                 |                |                      |              | 10e            |
| 1909 | 14e             | 10e            | 6e                   |              |                |
| 1910 |                 |                |                      | 11e          | 10e            |
| 1911 |                 | 17e            |                      | 16e          |                |
| 1912 |                 |                |                      |              |                |
| 1913 |                 |                |                      |              |                |
| 1914 |                 | 40e            |                      | 12e          |                |
| 1918 |                 |                |                      | 6e           |                |
| 1919 |                 | 18e            |                      |              |                |
| 1923 |                 |                |                      |              |                |
| 1926 |                 |                |                      |              |                |
| 1927 |                 |                |                      |              |                |

- Bibliothèque nationale de France: cb149776707 (data)
- International Standard Name Identifier: 0000 0004 5094 3699
- Virtual International Authority File: 316737187